# Liste der Monuments historiques in Pégomas
Die Liste der Monuments historiques in Pégomas führt die Monuments historiques in der französischen Gemeinde Pégomas auf.

## Liste der Objekte
| Bezeichnung                  | Beschreibung                                                                 | Standort | Kennzeichnung | Schutzstatus | Datum | Bild |
| ---------------------------- | ---------------------------------------------------------------------------- | -------- | ------------- | ------------ | ----- | ---- |
| Gemälde La Vierge du rosaire | Ölgemälde, hinten signiert Van Loo, 18. Jahrhundert; in der Kirche St-Pierre | (Lage)   | PM06000757    | Classé       | 1908  |      |